# Xílovka
Xílovka - Шиловка (rus) - és un khútor del krai de Krasnodar, a Rússia. Es troba a la vora de la mar d'Azov, a 41 km al sud de Ieisk i a 155 km al nord-oest de Krasnodar, la capital.
Pertany al municipi de Iassénskaia.